# Gustav-Adolf Sjöberg
Gustav-Adolf Sjöberg (n. 22 martie 1865, Söderfors⁠(d), Uppsala län, Suedia – d. 31 octombrie 1937, Köping, Comitatul Västmanland, Suedia) a fost un trăgător de tir ce a reprezentat Suedia, medaliat olimpic. A participat la o ediție a Jocurilor Olimpice (1908) în care a câștigat o medalie de argint.

## Participări
Lista de mai jos prezintă principalele competiții la care a participat Gustav-Adolf Sjöberg de-a lungul carierei.
- shooting at the 1908 Summer Olympics – men's 300 metre free rifle, team[*]